# راسم الجميلي
راسم الجميلي (1938 - 1 كانون الأول/ديسمبر 2007) ممثل ومخرج عراقي, ولد في محلة سراج الدين في بغداد عام 1938.

## حياته الدراسية
- اشترك في أول عمل مسرحي له وكان في الصف الخامس الابتدائي وهو مسرحية اسمها الكتاتيب وتعني (معلم الأولاد) باللهجة البغدادية الدارجة.
- انتقل إلى ثانوية غازي
- دخل أكاديمية الفنون الجميلة - ومن زملاء دورته ضياء البياتي، وعمانوئيل رسام، ورسام الداودي.
- تخرج من أكاديمية الفنون الجميلة التابعة لجامعة بغداد في عام 1964م.

## إسهامات راسم الجميلي فيالاذاعة العراقية
- عند تخرجة من أكاديمية الفنون الجميلة عام 1964 دعي إلى [خدمة العلم] فدخل كلية الاحتياط إسوة بزملائة من خريجي البكالوريوس والماجستير، وبعد ستة أشهر تخرج برتبة ملازم. لكونة فناناً فقد أحيل للعمل في إذاعة [القوات المسلحة]، ثم عمل مديرا للإذاعة حتى رقي إلى رتبة نقيب وعند غلق هذه الإذاعة.. أرجعوا إلى الإذاعة والتلفزيون.

## اسهامات راسم الجميلي فيالمسرح العراقي
- عمل في فرقة مسرح (14 تموز)
- عمل في الفرقة القومية للتمثيل
- أسس عام 1987 مع سامي قفطان ومحمد حسين عبد الرحيم فرقة مسرح دار السلام، وقدموا من

خلالها مسرحيات شعبية كثيرة منها :
- ألف عافية
- بيت الحبايب
- فلوس وعروس

## إسهامات راسم الجميلي فيالتلفزيون العراقي
- أول عمل له في التلفزيون كان (حياة العظماء) والذي كان يقدمه عزيز شلال وقد أسند إليه فيه دور والد حاتم الطائي.
- مسلسل تحت موس الحلاق - في شخصية أبو ضوية فقد تركت هذه الشخصية أثرا كبيرا في نفوس المشاهدين.
- مثل في مسلسل مناوي باشا في أجزائه الثلاثة.
- مثل في مسلسل باشاوات آخر زمن الذي عُرض على قناة الشرقية في سنة 2004.
- شارك في مسلسل ذئاب الليل - إخراج - حسن حسني
- قام ببطولة المسلسل الكوميدي انباع الوطن الذي عِرض على قناة الشرقية في رمضان 2007 وهو من إخراج المخرج المبدع أوس الشرقي.. وكان هذا آخر أعماله التي أنجزها قبيل وفاته بشهرين

حقق مسلسل أنباع الوطن شهرة كبيرة جدا وسطع نجم الفنان الراحل الجميلي مرة أخرى في هذا العمل وأبدع بشكل كبير ،،

## برنامج المسابقات
- أُنيطت بة مهمة إدارة قسم برامج الأطفال، - برنامج المسابقات الذي اكتسب شهرة واسعة لدى

الصغار والكبار وفي كل محافظات العراق ويعد هذا البرانامج رائداً للبرامج العربية في مغادرة المحلية
ودخول العالمية:
كان تسجيل الحلقات الأولى لمدارس بغداد ثم توجهوا إلى المحافظات فسجلت حلقات شملت مدارس العراق
كافة، وتوسع المشروع فتوجهوا إلى الأقطار العربية فسجلت حلقات في مصر
،السودان، الأردن، سوريا، المغرب العربي والخليج العربي.
- لزيادة شهرة ونجاح البرنامج فقد انفتح البرناج نحو العالمية ليشمل: إسطنبول وصوفيا،
اليونان، لندن، باريس والهند.

## وفاته
توفي في العاصمة السورية دمشق في صبيحة 1 ديسمبر 2007 عن عمر يناهز 69 عاماً أثر إصابته بالعجز الكلوي ودُفن في مقبرة الغرباء في سوريا، وبعدها نقل جثمانه إلى العراق ودُفن في بغداد.

## روابط خارجية
- راسم الجميلي على موقع قاعدة بيانات الأفلام العربية